# DARPA Grand Challenge
A DARPA Grand Challenge é uma competição de automóveis com direção automática patrocinado pela Defense Advanced Research Projects Agency.
A competição ocorre tanto dentro das cidades quanto off-road.